# Arbeidsovereenkomst (België)
Een arbeidsovereenkomst is een overeenkomst afgesloten tussen werkgever en werknemer, en wordt gekenmerkt door de arbeidsprestaties van de werknemer (handarbeid, hoofdarbeid, cliënteel opsporen en bezoeken, huishoudelijke handenarbeid), geleverd onder het gezag van de werkgever of diens aangestelde, tegen een loon betaald door de werkgever of zelfs door een derde (extra's, fooien ...).
Een arbeidsovereenkomst kan gesloten worden voor een onbepaalde periode (wat niet wil zeggen: "voor het leven", maar "van onbepaalde duur"), voor een duidelijk omschreven werk of voor een bepaalde periode. Het is mogelijk voor eenzelfde werkgever maximaal vier overeenkomsten van elk minimaal drie maanden af te sluiten zolang de totaalduur de duur van twee jaar niet overschrijdt. Uitzonderingen zijn aan te vragen bij het Toezicht op de Sociale Wetten van de FOD Werkgelegenheid.
Buiten de vier vereiste geldigheidsvoorwaarden voor het bestaan van een arbeidsovereenkomst (bekwaamheid, toestemming, geoorloofde oorzaak en een bepaald voorwerp) zijn er geen andere voorwaarden. Er wordt een schriftelijke overeenkomst opgesteld wanneer de voor de werknemer gunstigste situatie, namelijk de arbeidsovereenkomst van onbepaalde duur, in het gedrang komt.
Zowat alle bepalingen in de Arbeidsovereenkomstenwet zijn dwingend ten voordele van de werknemer: hier mag niet van worden afgeweken in een arbeidsovereenkomst.

## Arbeider versus bediende
Het onderscheid tussen het statuut van arbeider en bediende is historisch gegroeid. Op 8 juli 1993 oordeelde het Arbitragehof dat de verschillen gebaseerd op de aard van het werk weggewerkt zouden moeten worden. Hier werd echter geen werk van gemaakt, en op 7 juli 2011 oordeelde het Grondwettelijk Hof dat het verschil op het vlak van opzeggingstermijnen en de carensdag in strijd is met het gelijkheidsbeginsel. Het Hof gaf de wetgever twee jaar (tot 8 juli 2013) om de verschillen weg te werken. Uiteindelijk kwam er de wet van 26 december 2013 betreffende de invoering van een eenheidsstatuut tussen arbeiders en bedienden inzake de opzeggingstermijnen en de carensdag en begeleidende maatregelen, die op 1 januari 2014 van kracht werd.

## Aspecten

### Verplichtingen

#### Werknemer
De werknemer is verplicht zijn werk zorgvuldig, eerlijk en nauwkeurig te vervullen op de wijze, tijd en plaats zoals overeengekomen.
Hij zal handelen onder het gezag van de werkgever of de aangestelden, zich ervan onthouden het fabrieksgeheim te breken of daden van oneerlijke concurrentie te stellen.
Hij zal geen schade berokkenen, het gebruikte arbeidsgereedschap en de ongebruikte grondstoffen in goede staat terugbezorgen, en bij het einde van de arbeidsovereenkomst zijn arbeidsbewijs (C4), c.q. ontslagbrief, verkrijgen van de werkgever.

#### Werkgever
De werkgever zal bij de aanwerving en selectie de verplichtingen naleven inzake informatie, raadpleging en adviesorganen. Hij zal de werknemer aan het werk zetten op de wijze, tijd en plaats zoals is overeengekomen. Hij zal als een goed huisvader zorgen voor de veiligheid en gezondheid, onder meer door het verzorgen van een eerstehulppost. Hij zal het loon betalen, op de wijze, tijd en plaats zoals is overeengekomen. Hij zal de nodige zorg en aandacht wijden aan het onthaal van de werknemers en van de jeugdige werknemers in het bijzonder. De werkgever zal ten slotte als een goed huisvader zorgen voor het arbeidsgereedschap en de persoonlijke voorwerpen die de werknemer hem in bewaring geeft.

### Schorsing
De uitvoering van de arbeidsovereenkomst wordt geschorst in geval van overmacht (met loonwaarborg voor de begonnen arbeidsdag), in geval van individuele of collectieve vakantie, zwangerschaps- en bevallingsverlof, ouderschapsverlof, geboorteverlof, pleegzorg, palliatief verlof, verlof voor medische bijstand, adoptieverlof, zitting in arbeidsgerechten, afwezigheid door het volgen van lessen voor sociale promotie en betaald educatief verlof, politiek mandaat, militaire verplichtingen, klein verlet (kort verzuim) en verlof om dwingende redenen, ziekte/ongeval, arbeidsongeval/beroepsziekte, loopbaanonderbreking en tijdskrediet, verlof zonder wedde, voorlopige hechtenis, syndicaal verlof, staking en lock-out (uitsluiting).

### Overmacht
Overmacht is een gebeurtenis die niet te voorzien of niet te voorkomen is en die de uitvoering van de overeenkomst onmogelijk maakt. Wanneer de uitvoering van de arbeidsovereenkomst gedurende een lange tijd onmogelijk is door een geval van overmacht, wordt algemeen aangenomen dat de arbeidsovereenkomst daardoor beëindigd wordt. Zo zal de totale vernieling van een bedrijfsinstallatie door brand het einde van de arbeidsovereenkomst tot gevolg hebben.
Wanneer de uitvoering van de arbeidsovereenkomst slechts voor korte duur onmogelijk is ingevolge van een geval van overmacht, dan wordt de arbeidsovereenkomst niet beëindigd, maar geschorst. Voorbeeld: een brand in een keuken van het ziekenhuis, waardoor een deel van het keukenpersoneel voor één week technisch werkloos is. In geval van schorsing is er door de werkgever geen loon verschuldigd.

### Jaarlijkse vakantie
De arbeidsovereenkomst wordt geschorst tijdens de periode van bedrijfssluiting wegens jaarlijkse vakantie en tijdens de dagen dat de werknemer zijn jaarlijkse vakantie neemt buiten de periode van de sluiting.

### Moederschapsverlof
De arbeidsovereenkomst wordt geschorst tijdens het moederschapsverlof. Dit duurt normaal vijftien weken. De werkneemster mag het werk onderbreken vanaf de 7de week die de vermoedelijke datum van de bevalling voorafgaat, overeenkomstig het attest van de behandelende geneesheer. Ze moet het werk onderbreken gedurende 8 weken na de bevalling. Het gedeelte van de 7 weken voor de werkelijke datum van de bevalling tijdens hetwelk ze bleef werken, kan ze overdragen naar de periode na de bevalling. De laatste week voor de bevalling mag echter niet worden overgedragen.

### Profylactisch verlof
Vrouwen die zwanger zijn of borstvoeding geven mogen bepaalde taken niet uitvoeren die gevaarlijk zijn voor de gezondheid van de moeder of het kind. Indien geen vervangingswerk voorhanden is, wordt de overeenkomst geschorst zonder dat de werkgever een gewaarborgd loon moet betalen. Een vrouw die geen aanspraak kan maken op profylactisch verlof, kan enkel borstvoedingsverlof genieten mits akkoord van de werkgever of wanneer een cao daarin voorziet. Dit is dus een soort gunst.

### Einde
De arbeidsovereenkomst wordt beëindigd 
- na afloop van de overeengekomen termijn;
- na voltooiing van het overeengekomen werk;
- door opzegging door een van de partijen (bij een overeenkomst voor onbepaalde duur);
- om dringende reden tot verbreking;
- door gevallen van overmacht;
- door de dood van de werknemer.

De opzegging gebeurt hetzij bij een aangetekende brief (uitwerking de derde werkdag na de verzending) of bij gerechtsdeurwaardersexploot.

## Bedingen

### Proefbeding
Met de wet op het eenheidsstatuut werd (per 1 januari 2014) ook het proefbeding afgeschaft. Dit was een beperkte proefperiode vanaf de start van de arbeidsovereenkomst, die de werkgever toeliet de werknemer te beoordelen en eventueel een einde te maken aan de overeenkomst. Wel voorziet de wet nog in een proeftijd voor interimarbeiders en studenten.

### Concurrentiebeding
Het concurrentiebeding is het beding waarbij de werknemer de verbintenis aangaat bij zijn vertrek uit de onderneming geen soortgelijke activiteiten uit te oefenen, hetzij door zelf een onderneming uit te baten, hetzij door in dienst te treden bij een concurrerende werkgever, waardoor hij de mogelijkheid heeft de onderneming die hij verlaten heeft, nadeel te berokkenen door de kennis, die eigen is aan die onderneming en die hij op industrieel of handelsgebied in die onderneming heeft verworven, voor zichzelf of ten voordele van een concurrerende onderneming aan te wenden.
Voor werknemers die minder dan een bepaald bedrag verdienen is een concurrentiebeding niet-bestaand. Voor werknemers die meer verdienen kan het hetzij enkel worden toegepast op bepaalde functies of, voor de meest verdienenden, rechtsgeldig in de arbeidsovereenkomst worden ingeschreven. Het moet bovendien betrekking hebben op gelijkaardige activiteiten, geografisch beperkt zijn, niet langer lopen dan 12 maanden, en voorzien in een compensatoire vergoeding.
Het concurrentiebeding bij arbeiders heeft dezelfde regels als die voor bedienden. Er kan afgeweken worden voor de beperkingen in tijd en ruimte en het verbod van toepassing in geval van beëindiging tijdens de proefperiode.
Bij handelsvertegenwoordigers gelden er afwijkende regels (zie onder).

## Arbeiders
Een arbeidsovereenkomst voor werklieden of arbeiders is de overeenkomst waarbij een werknemer, de werkman of arbeider, zich verbindt, tegen loon, onder gezag van een werkgever in hoofdzaak handarbeid te verrichten.

### Schorsing
In geval van technische stoornis, slecht weer, gebrek aan werk wegens economische oorzaken, gewone ziekte of ongeval, arbeidsongeval en beroepsziekte, zwangerschapsverlof en moederschapsverzekering wordt de arbeidsovereenkomst voor arbeiders geschorst. Het loon wordt afhankelijk van het type en de duur van de schorsing aangepast.

### Einde
De overeenkomst voor werklieden wordt beëindigd, behalve door een einde zoals vermeld in het algemeen, door langdurige ziekte, door eenzijdige beëindiging van de arbeidsovereenkomst voor onbepaalde duur, of door willekeurige afdanking. Er is recht op afwezigheid om een nieuw werk te zoeken.

## Bedienden
De "arbeidsovereenkomst voor bedienden" is de overeenkomst waarbij een werknemer, de bediende, zich ertoe verbindt, tegen salaris, onder gezag van een werkgever in hoofdzaak "hoofdarbeid" te verrichten.

### Schorsing
Wanneer de arbeidsovereenkomst van een bediende om reden van ziekte, gewoon ongeval, arbeidsongeval en beroepsziekte wordt geschorst, heeft de werknemer, al naargelang de periode van de schorsing, recht op een gewaarborgd weekloon (volledig voor de werkgever) en een gewaarborgd maandloon (met tussenkomst van de Ziekte & Invaliditeitsverzekering).
Er is tevens een bescherming voorzien voor de bediende die in zwangerschapsverlof gaat. De vrouwelijke bediende zal haar verlof geven ten vroegste de zevende week voor de vermoedelijke datum en bezorgt ten laatste acht weken voor de vermoedelijke datum van bevalling een geneeskundig getuigschrift waaruit deze datum blijkt. Vanaf de zevende dag voor de bevalling mag de bediende geen arbeid meer verrichten. Er bestaat prenataal en postnataal verlof. De bediende heeft recht op het uitstel van de verlenging van de arbeidsonderbreking wanneer haar kind overlijdt binnen een jaar na zijn geboorte.
Bij overlijden van de moeder en bij hospitalisatie van de moeder (vanaf de zevende dag na geboorte) kan moederschapsverlof omgezet worden in vaderschapsverlof.

### Einde
De arbeidsovereenkomst voor bedienden loopt, behalve bij de algemeen vernoemde redenen, ten einde bij langdurige arbeidsongeschiktheid (meer dan zes maanden afwezig, exclusief zwangerschapsonderbreking), en bij het einde van een bepaalde duur.
Er bestaan speciale procedures bij het bereiken van de pensioenleeftijd, mogelijkheid tot tegenopzegging, afwezigheid om een nieuw werk te zoeken, concurrentie - en scheidsrechterlijk beding.

### Scheidsrechterlijk beding
Bij een jaarloon van meer dan 50.000 euro bestaat de mogelijkheid een scheidsrechterlijk beding te voorzien. De bediende moet daarenboven met het dagelijks bestuur van de onderneming of beheersverantwoordelijkheid hebben in een afdeling of bedrijfseenheid die kan worden vergeleken met die voor de gehele onderneming.

## Handelsvertegenwoordigers
De arbeidsovereenkomst voor handelsvertegenwoordigers omvat alle activiteiten die erin bestaan tegen loon onder het gezag, voor rekening en uit naam van één of meerdere opdrachtgevers, cliënteel op te sporen en te bezoeken, met het oog op het onderhandelen of het afsluiten van zaken (behalve verzekeringen).
De ondergeschiktheid aan de werkgever onderscheidt een handelsvertegenwoordiger van een makelaar, concessiehouder en gelijkaardige beroepen.
Een handelsvertegenwoordiger wordt betaald met een vast loon, een commissieloon (rechtstreekse of onrechtstreekse) of een combinatie van beide.

### Bedingen

#### Concurrentiebeding
Het concurrentiebeding houdt een vermoeden in van het aanbrengen van cliënteel. Het komt alleen voor bij hogere lonen, en volgens dezelfde voorwaarden als voorzien voor de uitwinningsvergoeding. Het concurrentiebeding moet op straffe van nietigheid schriftelijk worden vastgesteld, zo niet is er een forfaitaire schadevergoeding van ten hoogste drie maanden verschuldigd.

#### Delcrederebeding
Dit is de speciale clausule waardoor de handelsvertegenwoordiger aansprakelijk wordt gesteld voor het onvermogen van de klant.

#### Uitwinningsvergoeding
Een uitwinningsvergoeding is mogelijk bij verbreking van de arbeidsovereenkomst zonder dringende reden door de werkgever of om een dringende reden door de handelsvertegenwoordiger, op voorwaarde dat de handelsreiziger cliënteel heeft aangebracht en hij tewerkgesteld is sedert minstens één jaar. Deze vergoeding bedraagt 3 maanden loon voor een handelsvertegenwoordiger die bij eenzelfde werkgever was tewerkgesteld. Het moet wel gaan om soortgelijke activiteiten, niet verder reiken dan twaalf maanden en beperkt zijn tot het gebied waarbinnen de handelsreiziger zijn activiteit uitvoert.

## Leerovereenkomst
Dit is een afzonderlijke wetgeving, die deels onder toezicht van het Vlaams Ministerie van Onderwijs en Vorming valt. Zie onder meer  leersecretaris en Syntra.